# Olympische Jugend-Sommerspiele 2018/Beachhandball/Amerikanisch-Samoa Mädchen

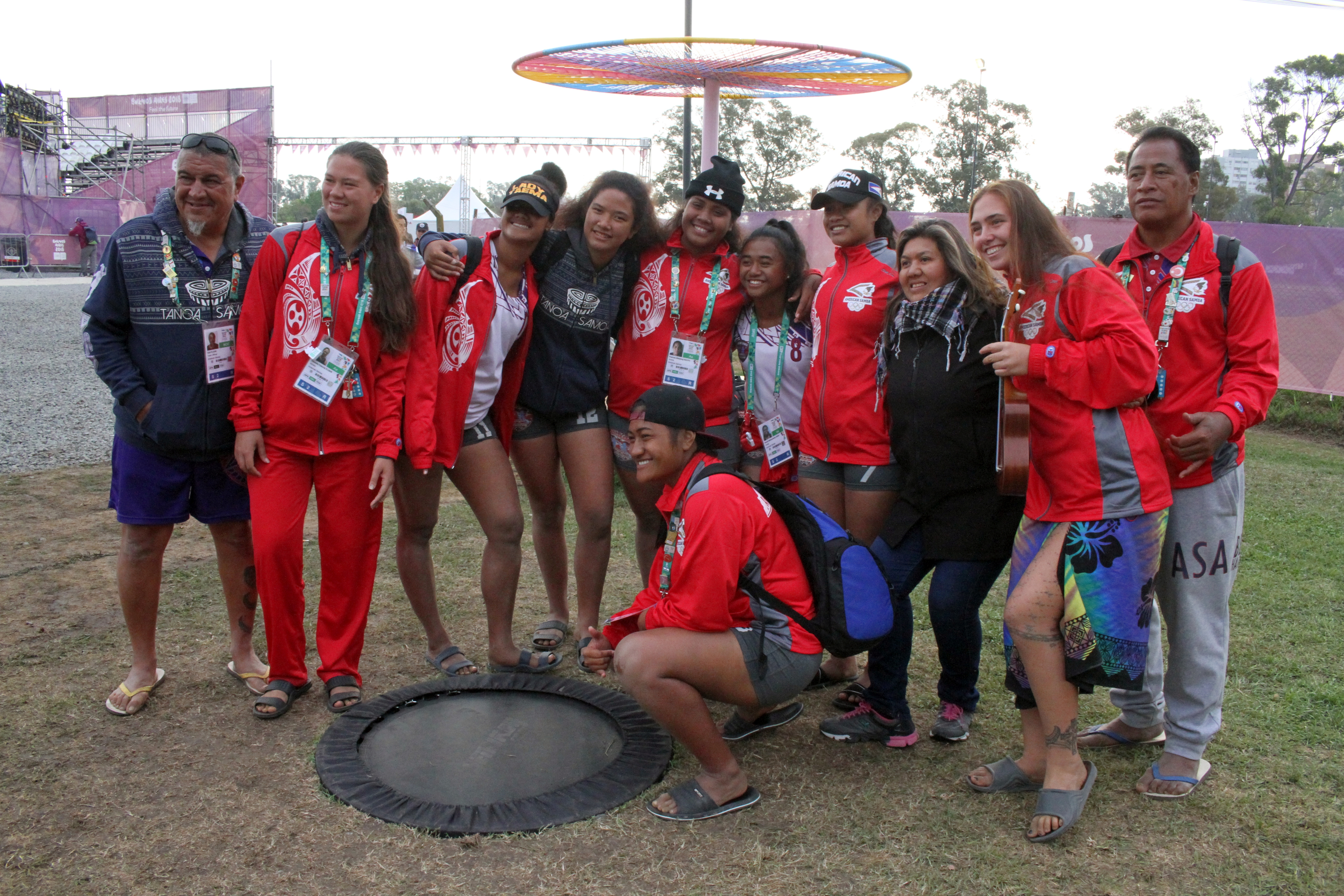
Spielerinnen und Trainer von Amerikanisch-Samoa am Finaltag

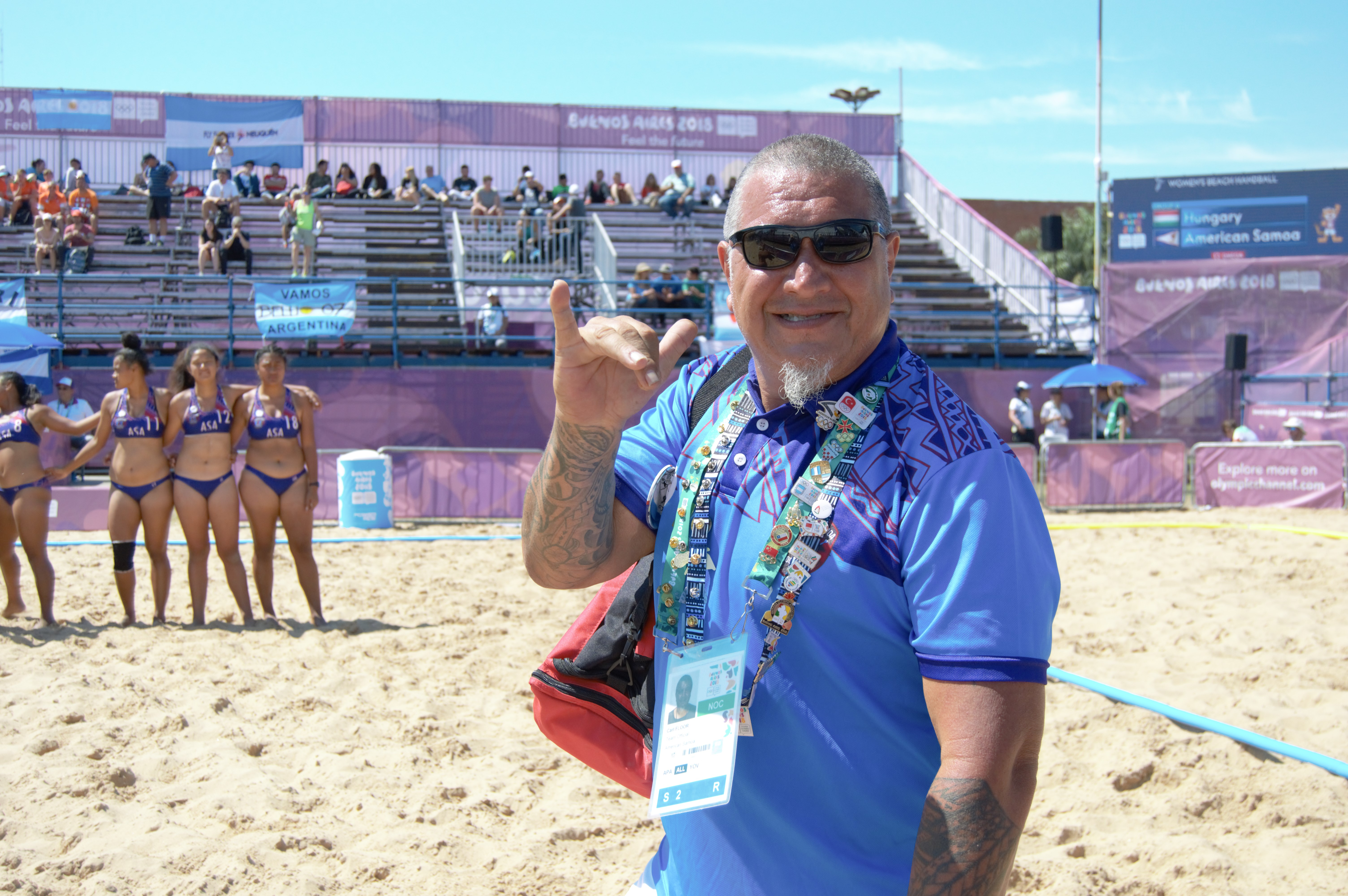
Trainer Carl Sagapolutele Floor vor dem Auftaktspiel seiner Mannschaft

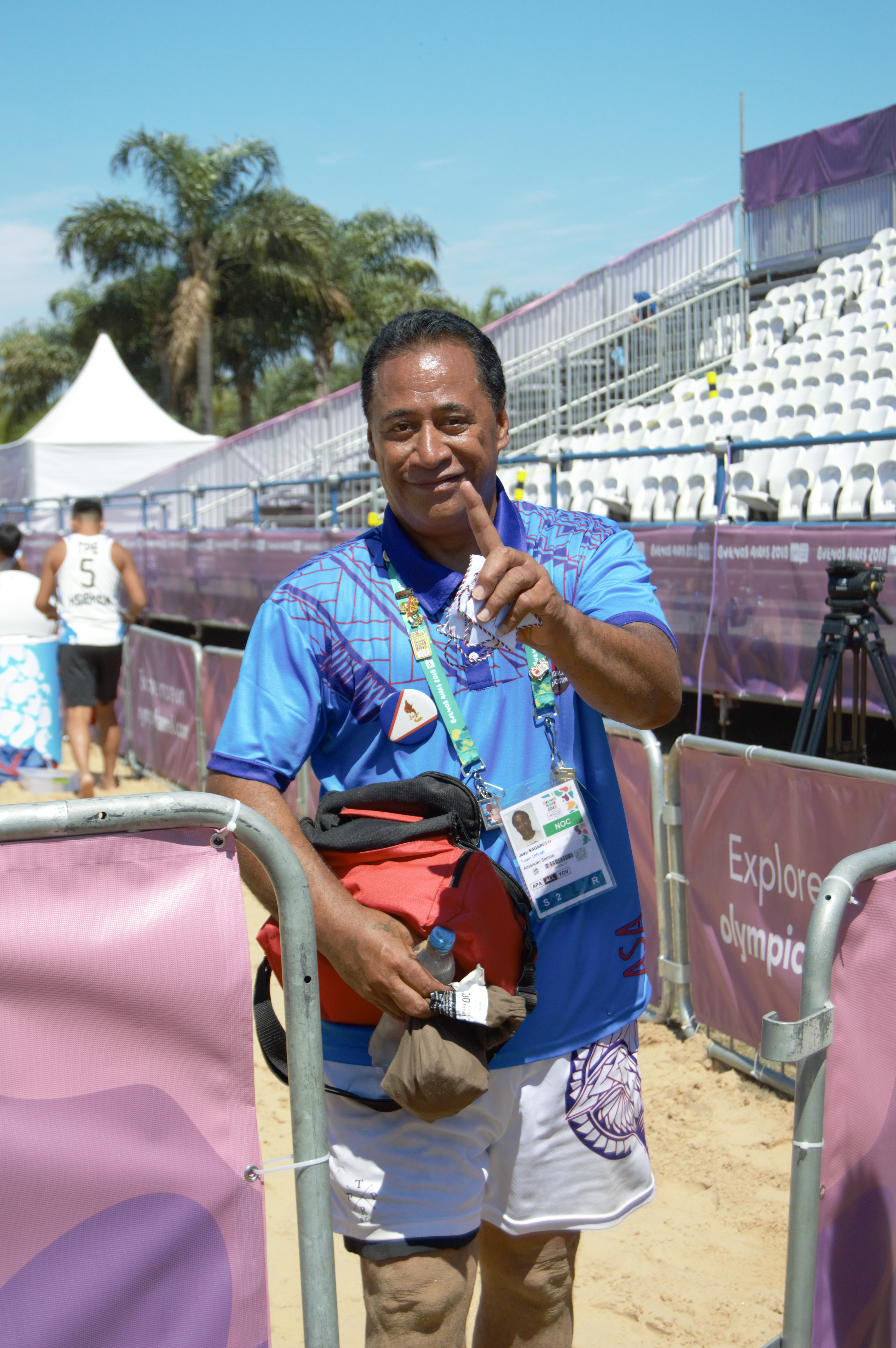
Co-Trainer Joey Sagapolu vor dem Auftaktspiel seiner Mannschaft

Die Amerikanisch-Samoanische Junioren-Nationalmannschaft der Mädchen im Beachhandball war als die Vertreterin Ozeaniens bei den Olympischen Jugend-Sommerspiele 2018 in Buenos Aires qualifiziert, wo Beachhandball zum ersten Mal olympisch gespielt wurde. Die Mannschaft der American Samoa Handball Association belegte dabei den elften Platz von zwölf teilnehmenden Mannschaften.
Handball wurde erst wenige Jahre zuvor durch den Trainer der Mannschaft Carl Sagapolutele Floor auf Amerikanisch-Samoa eingeführt und ist dort insbesondere in der Beachhandball-Variante die derzeit am schnellsten wachsende Sportart. Über den Sieg bei den Junioren-Ozeanienmeisterschaften 2017 qualifizierte sich das Team für die Juniorenweltmeisterschaften 2017 auf Mauritius, wo das Team den 12. Platz belegte, sich dabei mit unter anderem zwei Siegen über Australien als bestes Team Ozeaniens für die Jugendspiele qualifizierte. In der Vorbereitung auf die Spiele gewann Amerikanisch-Samoa 2018 zunächst die Silbermedaille bei den Ozeanienmeisterschaften der Frauen, anschließend nahmen sie am SoCal Cup 2018 in Los Angeles teil, wo die Mannschaft Fünfte wurde. Auf dem Weg zu den Spielen gewannen sie bei einem Zwischenstopp in Boston die Boston Beach handball Championships. Auf dem Flughafen ereilte das Team die Information über den Tod der Mutter der Torhüterin Salatupemasina Toilolo, die deshalb das Team verlassen musste. Somit trat die Mannschaft mit einer Spielerin weniger als vorgesehen und zudem ohne nominelle Torhüterin an. Nicht ins Aufgebot schaffte es Moni Ikuvalu, die zuvor bei allen Turnieren des Jahres zur Mannschaft gehört hatte. Ebenfalls nicht im Aufgebot stand Elzabad Elisara, die zuvor bei den Juniorenweltmeisterschaften und danach bei den Ozeanienmeisterschaften zum Aufgebot gehörte.
Amerikanisch-Samoa startete ursprünglich mit Ambitionen auf eine Position im Mittelfeld, konnte ohne Torhüterin diese Ambitionen jedoch nicht aufrechthalten. Man begann mit einer deutlichen Niederlage gegen einen der Mitfavoriten auf den Sieg, das Team aus den Niederlanden. Noch massiver war die Niederlage gegen Chinesisch Taipeh (Taiwan). Der zweite Spieltag begann hingegen mit einem deutlichen Sieg über den großen Außenseiter aus Mauritius. Danach folgten wieder zwei deutliche Niederlagen gegen Russland und die Mitfavoriten und späteren Silbermedaillengewinnerinnen aus Kroatien. Mit zwei Punkten aus fünf Spielen war man nach der Vorrunde als Fünftplatzierte von sechs Teams für die Trostrunde (Consolation Round) qualifiziert. Dort folgten zwei deutliche Niederlagen gegen die Türkei und Venezuela. Im letzten Gruppenspiel gegen Hongkong wurde der erste Satz deutlich verloren, im zweiten Satz unterlag man nur noch mit einem Punkt Unterschied. Am Ende der Trostrunde lag Amerikanisch-Samoa punktgleich mit Hongkong und Mauritius auf dem vorletzten Platz und spielte im Platzierungsspiel erneut gegen Mauritius. Hier verloren die Amerikanisch-Samoanerinnen die erste Hälfte deutlich, um anschließend die zweite Hälfte ebenso deutlich für sich zu entscheiden. Damit erreichten sie ihr einziges Shootout im Turnier. Dort gewannen sie dank dreier Tore durch Danielle Floor, Philomena Tofaeono und Jasmine Liu mit 4:0 und wurden Elfte.

## Trainerteam
Trainer war Carl Sagapolutele Floor, Co-Trainer Joey Sagapolu. Anders als andere Mannschaften hatte Amerikanisch-Samoa keinen weiteren dritten offiziellen Betreuer benannt.

## Spiele

### Gruppe A
| Rang | Land               | Spiele | Tore    | Punkte |
| ---- | ------------------ | ------ | ------- | ------ |
| 1    | Ungarn             | 5      | 228:123 | 10     |
| 2    | Kroatien           | 5      | 169:102 | 8      |
| 3    | Chinesisch Taipeh  | 5      | 220:138 | 6      |
| 4    | Russland           | 5      | 230:168 | 4      |
| 5    | Amerikanisch-Samoa | 5      | 91:213  | 2      |
| 6    | Mauritius          | 5      | 42:236  | 0      |

| W01 | 8. Oktober 2018, 11:40 Uhr  | Ungarn             | – | Amerikanisch-Samoa | 2:0 (42:13 – 24:9, 18:4) |
| W06 | 8. Oktober 2018, 16:10 Uhr  | Amerikanisch-Samoa | – | Chinesisch Taipeh  | 0:2 (9:57 – 8:28, 1:29)  |
| W08 | 9. Oktober 2018, 10:50 Uhr  | Amerikanisch-Samoa | – | Mauritius          | 2:0 (38:15 – 13:7, 25:8) |
| W10 | 9. Oktober 2018, 15:20 Uhr  | Russland           | – | Amerikanisch-Samoa | 2:0 (57:16 – 33:7, 24:9) |
| W14 | 10. Oktober 2018, 11:40 Uhr | Kroatien           | – | Amerikanisch-Samoa | 2:0 (42:15 – 20:8, 22:7) |

### Consolation Round
| Rang | Land               | Spiele | Tore    | Punkte |
| ---- | ------------------ | ------ | ------- | ------ |
| 1    | Russland           | 5      | 229:79  | 10     |
| 2    | Venezuela          | 5      | 197:112 | 8      |
| 3    | Türkei             | 5      | 166:137 | 6      |
| 4    | Hongkong           | 5      | 127:134 | 2      |
| 5    | Amerikanisch-Samoa | 5      | 134:228 | 2      |
| 6    | Mauritius          | 5      | 41:206  | 2      |

| W41 | 11. Oktober 2018, 10:50 Uhr | Amerikanisch-Samoa | – | Türkei    | 0:2 (31:57 – 19:26, 12:31) |
| W44 | 11. Oktober 2018, 15:20 Uhr | Amerikanisch-Samoa | – | Venezuela | 0:2 (26:58 – 11:28, 15:30) |
| W46 | 12. Oktober 2018, 10:00 Uhr | Amerikanisch-Samoa | – | Hongkong  | 0:2 (23:41 – 6:23, 17:18)  |

### Platzierungsspiel
| Spiel um Platz 11 |                            |                    |   |           |                               |
| W51               | 8. Oktober 2018, 15:20 Uhr | Amerikanisch-Samoa | – | Mauritius | 2:1 (33:25 – 7:19, 22:6, 4:0) |

## Spieler

### Frances Nautu
- Nummer: 2
- Name auf dem Shorts: NAUTU
- Spielposition(en): beide Flügel
- Verein: Nighthawk, Ili'ili
- Geburtsdatum: 27. Mai 2000
- Größe: 1,68 Meter

| Gegner            | Punkte und Würfe | Punkte und Würfe | Punkte und Würfe | Punkte und Würfe | Versuche und Treffer | Versuche und Treffer | Versuche und Treffer | Versuche und Treffer | Versuche und Treffer | Versuche und Treffer | Versuche und Treffer | Torhüter | Torhüter | Torhüter | Torhüter | Strafen | Strafen | Strafen | Technik | Technik | Technik | Technik     | Technik  | Technik |
| Gegner            | Punkte           | Tore             | Würfe            | %                | 1-Pt All             | 1-Pt Spin            | Spin                 | In-flight            | Spec                 | Dir Goal             | Pen                  | Sav      | Shots    | %        | Sav Pen  | SUS     | D       | DR      | Ass     | Steal   | Block   | Rec 6m Foul | Pen Foul | TO      |
| ----------------- | ---------------- | ---------------- | ---------------- | ---------------- | -------------------- | -------------------- | -------------------- | -------------------- | -------------------- | -------------------- | -------------------- | -------- | -------- | -------- | -------- | ------- | ------- | ------- | ------- | ------- | ------- | ----------- | -------- | ------- |
| Ungarn            | 1                | 1                | 1                | 100              | 1/1                  |                      |                      |                      |                      |                      |                      |          |          |          |          | 19:27   |         |         | 1       |         |         |             |          | 1       |
| Chinesisch Taipeh | 1                | 1                | 6                | 17               | 1/6                  |                      |                      |                      |                      |                      |                      |          |          |          |          | 18:59   |         |         |         |         |         |             | 1        | 1       |
| Mauritius         | 1                | 1                | 5                | 20               | 1/5                  |                      |                      |                      |                      |                      |                      |          |          |          |          |         |         |         | 2       |         | 1       |             |          | 1       |
| Russland          | 3                | 3                | 5                | 60               | 3/5                  |                      |                      |                      |                      |                      |                      |          |          |          |          |         |         |         |         |         |         |             |          |         |
| Kroatien          |                  |                  |                  |                  |                      |                      |                      |                      |                      |                      |                      |          |          |          |          |         |         |         |         |         |         |             |          |         |
| Turkei            | 0                | 0                | 1                | 0                | 0/1                  |                      |                      |                      |                      |                      |                      |          |          |          |          |         |         |         | 2       |         |         |             |          |         |
| Venezuela         |                  |                  |                  |                  |                      |                      |                      |                      |                      |                      |                      |          |          |          |          | 5:30    |         |         |         |         |         |             |          |         |
| Hongkong          | 1                | 1                | 1                | 100              | 1/1                  |                      |                      |                      |                      |                      |                      |          |          |          |          | 15:15   |         |         |         |         | 1       |             | 2        | 2       |
| Mauritius         |                  |                  |                  |                  |                      |                      |                      |                      |                      |                      |                      |          |          |          |          |         |         |         |         |         |         |             |          |         |
| Gesamt            | 7                | 7                | 19               | 37               | 7/19                 |                      |                      |                      |                      |                      |                      |          |          |          |          | 4       |         |         | 5       |         | 2       |             | 3        | 5       |

### Stephanie Floor
- Nummer: 3
- Name auf dem Shorts: S.FLOOR
- Spielposition(en): linker Flügel/Specialist/Tor
- Verein: Caboom, Tafuna
- Geburtsdatum: 9. Februar 2000
- Größe: 1,75 Meter

| Gegner            | Punkte und Würfe | Punkte und Würfe | Punkte und Würfe | Punkte und Würfe | Versuche und Treffer | Versuche und Treffer | Versuche und Treffer | Versuche und Treffer | Versuche und Treffer | Versuche und Treffer | Versuche und Treffer | Torhüter | Torhüter | Torhüter | Torhüter | Strafen | Strafen | Strafen | Technik | Technik | Technik | Technik     | Technik  | Technik |
| Gegner            | Punkte           | Tore             | Würfe            | %                | 1-Pt All             | 1-Pt Spin            | Spin                 | In-flight            | Spec                 | Dir Goal             | Pen                  | Sav      | Shots    | %        | Sav Pen  | SUS     | D       | DR      | Ass     | Steal   | Block   | Rec 6m Foul | Pen Foul | TO      |
| ----------------- | ---------------- | ---------------- | ---------------- | ---------------- | -------------------- | -------------------- | -------------------- | -------------------- | -------------------- | -------------------- | -------------------- | -------- | -------- | -------- | -------- | ------- | ------- | ------- | ------- | ------- | ------- | ----------- | -------- | ------- |
| Ungarn            | 4                | 2                | 4                | 50               |                      |                      |                      |                      | 2/3                  | 0/1                  |                      | 0        | 10       | 0        | 0/1      |         |         |         |         |         |         |             |          | 2       |
| Chinesisch Taipeh | 4                | 2                | 7                | 29               | 0/4                  |                      |                      | 0/1                  | 2/2                  |                      |                      | 1        | 6        | 17       | 0/1      |         |         |         |         |         |         |             |          | 2       |
| Mauritius         | 16               | 8                | 9                | 89               |                      |                      |                      |                      | 6/6                  | 1/2                  | 1/1                  | 3        | 4        | 75       |          |         |         |         |         |         |         | 1           |          | 1       |
| Russland          | 5                | 5                | 8                | 63               | 5/7                  |                      | 0/1                  |                      |                      |                      |                      | 2        | 9        | 22       |          |         |         |         | 3       |         |         |             |          | 6       |
| Kroatien          | 8                | 4                | 8                | 50               |                      |                      |                      |                      | 3/7                  |                      | 1/1                  | 2        | 7        | 29       |          |         |         |         |         |         |         |             |          | 3       |
| Turkei            | 6                | 3                | 5                | 60               |                      |                      |                      |                      | 3/4                  | 0/1                  | 0/2                  | 1        | 16       | 6        |          |         |         |         | 2       |         |         |             |          |         |
| Venezuela         | 12               | 8                | 12               | 67               | 4/6                  |                      |                      | 1/1                  | 2/4                  |                      | 1/1                  | 0        | 5        | 0        |          |         |         |         | 3       |         |         |             |          | 3       |
| Hongkong          | 11               | 8                | 10               | 80               | 5/6                  |                      | 1/1                  |                      | 1/1                  |                      | 1/2                  | 0        | 6        | 0        | 0/2      |         |         |         | 2       |         |         | 2           |          | 2       |
| Mauritius         | 12               | 9                | 11               | 82               | 6/7                  | 1/1                  | 1/2                  |                      | 1/1                  |                      | 1/1                  | 4        | 6        | 67       |          |         |         |         | 1       |         |         | 1           |          | 1       |
| Gesamt            | 78               | 49               | 74               | 66               | 20/30                | 1/1                  | 2/4                  | 1/2                  | 20/28                | 1/4                  | 5/8                  | 13       | 69       | 19       | 0/4      |         |         |         | 11      |         |         | 4           |          | 20      |

### Danielle Floor
- Nummer: 6
- Name auf dem Shorts: D.FLOOR
- Spielposition(en): beide Flügel
- Verein: Caboom, Tafuna
- Geburtsdatum: 9. Februar 2000
- Größe: 1,70 Meter

| Gegner            | Punkte und Würfe | Punkte und Würfe | Punkte und Würfe | Punkte und Würfe | Versuche und Treffer | Versuche und Treffer | Versuche und Treffer | Versuche und Treffer | Versuche und Treffer | Versuche und Treffer | Versuche und Treffer | Torhüter | Torhüter | Torhüter | Torhüter | Strafen | Strafen | Strafen | Technik | Technik | Technik | Technik     | Technik  | Technik |
| Gegner            | Punkte           | Tore             | Würfe            | %                | 1-Pt All             | 1-Pt Spin            | Spin                 | In-flight            | Spec                 | Dir Goal             | Pen                  | Sav      | Shots    | %        | Sav Pen  | SUS     | D       | DR      | Ass     | Steal   | Block   | Rec 6m Foul | Pen Foul | TO      |
| ----------------- | ---------------- | ---------------- | ---------------- | ---------------- | -------------------- | -------------------- | -------------------- | -------------------- | -------------------- | -------------------- | -------------------- | -------- | -------- | -------- | -------- | ------- | ------- | ------- | ------- | ------- | ------- | ----------- | -------- | ------- |
| Ungarn            | 1                | 1                | 2                | 50               | 1/2                  |                      |                      |                      |                      |                      |                      |          |          |          |          |         |         |         |         |         |         |             |          | 2       |
| Chinesisch Taipeh | 3                | 3                | 8                | 38               | 3/7                  |                      | 0/1                  |                      |                      |                      |                      |          |          |          |          | 13:43   |         |         |         |         |         |             | 1        | 3       |
| Mauritius         | 1                | 1                | 2                | 50               | 1/2                  |                      |                      |                      |                      |                      |                      |          |          |          |          |         |         |         | 3       |         |         |             |          | 1       |
| Russland          | 2                | 2                | 8                | 25               | 2/8                  |                      |                      |                      |                      |                      |                      |          |          |          |          |         |         |         | 5       |         |         |             |          | 1       |
| Kroatien          | 1                | 1                | 2                | 50               | 1/2                  |                      |                      |                      |                      |                      |                      |          |          |          |          |         |         |         |         | 1       |         |             |          | 1       |
| Turkei            | 4                | 4                | 7                | 57               | 4/6                  | 2/2                  | 0/1                  |                      |                      |                      |                      |          |          |          |          |         |         |         | 6       |         |         |             |          | 2       |
| Venezuela         | 1                | 1                | 5                | 20               | 1/4                  |                      | 0/1                  |                      |                      |                      |                      |          |          |          |          |         |         |         | 7       | 1       |         |             |          | 1       |
| Hongkong          | 2                | 2                | 4                | 50               | 2/2                  |                      | 0/1                  | 0/1                  |                      |                      |                      |          |          |          |          | 19:01   |         |         | 1       |         |         |             | 2        | 1       |
| Mauritius         | 3                | 2                | 7                | 29               | 1/5                  |                      | 1/1                  | 0/1                  |                      |                      |                      |          |          |          |          |         |         |         | 4       | 1       |         |             |          | 2       |
| Gesamt            | 18               | 17               | 45               | 38               | 16/38                | 2/2                  | 1/5                  | 0/2                  |                      |                      |                      |          |          |          |          | 2       |         |         | 26      | 3       |         |             | 3        | 14      |

### Roselyn Faleao
- Nummer: 7
- Name auf dem Shorts: FALEAO
- Spielposition(en): linker Flügel/Specialist
- Verein: Caboom, Tafuna
- Geburtsdatum: 11. Juli 2000
- Größe: 1,70 Meter

| Gegner            | Punkte und Würfe | Punkte und Würfe | Punkte und Würfe | Punkte und Würfe | Versuche und Treffer | Versuche und Treffer | Versuche und Treffer | Versuche und Treffer | Versuche und Treffer | Versuche und Treffer | Versuche und Treffer | Torhüter | Torhüter | Torhüter | Torhüter | Strafen | Strafen | Strafen | Technik | Technik | Technik | Technik     | Technik  | Technik |
| Gegner            | Punkte           | Tore             | Würfe            | %                | 1-Pt All             | 1-Pt Spin            | Spin                 | In-flight            | Spec                 | Dir Goal             | Pen                  | Sav      | Shots    | %        | Sav Pen  | SUS     | D       | DR      | Ass     | Steal   | Block   | Rec 6m Foul | Pen Foul | TO      |
| ----------------- | ---------------- | ---------------- | ---------------- | ---------------- | -------------------- | -------------------- | -------------------- | -------------------- | -------------------- | -------------------- | -------------------- | -------- | -------- | -------- | -------- | ------- | ------- | ------- | ------- | ------- | ------- | ----------- | -------- | ------- |
| Ungarn            | 0                | 0                | 1                | 0                | 0/1                  |                      |                      |                      |                      |                      |                      | 4        | 16       | 25       |          |         |         |         | 1       |         |         |             |          | 1       |
| Chinesisch Taipeh | 0                | 0                | 3                | 0                | 0/1                  |                      | 0/2                  |                      |                      |                      |                      | 0        | 13       | 0        |          |         |         |         |         |         |         |             |          | 2       |
| Mauritius         | 2                | 1                | 3                | 33               |                      |                      | 0/1                  |                      | 1/1                  | 0/1                  |                      | 4        | 9        | 44       |          | 1:19    |         |         | 1       |         |         |             |          |         |
| Russland          |                  |                  |                  |                  |                      |                      |                      |                      |                      |                      |                      | 1        | 5        | 20       | 0/1      |         |         |         |         |         |         |             |          | 1       |
| Kroatien          | 3                | 2                | 7                | 29               | 1/2                  |                      | 1/4                  | 0/1                  |                      |                      |                      | 0        | 4        | 0        |          |         |         |         | 1       |         |         |             |          | 7       |
| Turkei            | 4                | 2                | 3                | 67               |                      |                      |                      |                      | 2/3                  |                      |                      | 2        | 18       | 11       | 0/2      | 16:13   |         |         |         |         |         |             |          |         |
| Venezuela         | 8                | 4                | 6                | 67               | 0/1                  |                      |                      |                      | 4/5                  |                      |                      | 4        | 21       | 19       | 0/1      |         |         |         |         |         |         |             |          | 3       |
| Hongkong          | 0                | 0                | 1                | 0                |                      |                      |                      |                      | 0/1                  |                      |                      | 1        | 7        | 14       | 0/1      |         |         |         |         |         |         |             | 1        | 1       |
| Mauritius         | 8                | 4                | 5                | 80               |                      |                      |                      |                      | 3/4                  | 1/1                  |                      | 4        | 7        | 57       |          | 5:19    |         |         |         |         |         |             | 1        | 1       |
| Gesamt            | 25               | 13               | 29               | 45               | 1/5                  |                      | 1/7                  | 0/1                  | 10/14                | 1/2                  |                      | 20       | 100      | 20       | 0/5      | 3       |         |         | 3       |         |         |             | 2        | 16      |

### Naomi A'asa
- Nummer: 8
- Name auf dem Shorts: AASA
- Spielposition(en): beide Flügel
- Verein: Caboom, Tafuna
- Geburtsdatum: 8. Februar 2000
- Größe: 1,63 Meter

| Gegner            | Punkte und Würfe | Punkte und Würfe | Punkte und Würfe | Punkte und Würfe | Versuche und Treffer | Versuche und Treffer | Versuche und Treffer | Versuche und Treffer | Versuche und Treffer | Versuche und Treffer | Versuche und Treffer | Torhüter | Torhüter | Torhüter | Torhüter | Strafen | Strafen | Strafen | Technik | Technik | Technik | Technik     | Technik  | Technik |
| Gegner            | Punkte           | Tore             | Würfe            | %                | 1-Pt All             | 1-Pt Spin            | Spin                 | In-flight            | Spec                 | Dir Goal             | Pen                  | Sav      | Shots    | %        | Sav Pen  | SUS     | D       | DR      | Ass     | Steal   | Block   | Rec 6m Foul | Pen Foul | TO      |
| ----------------- | ---------------- | ---------------- | ---------------- | ---------------- | -------------------- | -------------------- | -------------------- | -------------------- | -------------------- | -------------------- | -------------------- | -------- | -------- | -------- | -------- | ------- | ------- | ------- | ------- | ------- | ------- | ----------- | -------- | ------- |
| Ungarn            | 1                | 1                | 3                | 33               | 1/3                  |                      |                      |                      |                      |                      |                      |          |          |          |          |         |         |         | 1       |         |         |             |          | 4       |
| Chinesisch Taipeh | 0                | 0                | 5                | 0                | 0/5                  |                      |                      |                      |                      |                      |                      |          |          |          |          |         |         |         |         |         |         |             |          | 1       |
| Mauritius         | 3                | 3                | 3                | 100              | 3/3                  |                      |                      |                      |                      |                      |                      |          |          |          |          |         |         |         | 3       |         |         |             |          | 2       |
| Russland          |                  |                  |                  |                  |                      |                      |                      |                      |                      |                      |                      |          |          |          |          |         |         |         |         |         |         |             |          |         |
| Kroatien          | 2                | 2                | 7                | 29               | 2/6                  |                      | 0/1                  |                      |                      |                      |                      |          |          |          |          |         |         |         | 1       |         |         | 1           |          | 2       |
| Turkei            | 2                | 2                | 3                | 67               | 2/3                  |                      |                      |                      |                      |                      |                      |          |          |          |          |         |         |         | 3       |         |         | 1           |          | 1       |
| Venezuela         | 2                | 2                | 3                | 67               | 2/3                  |                      |                      |                      |                      |                      |                      |          |          |          |          |         |         |         | 1       |         |         | 1           |          | 1       |
| Hongkong          | 2                | 2                | 6                | 33               | 2/6                  |                      |                      |                      |                      |                      |                      |          |          |          |          |         |         |         |         |         |         |             |          |         |
| Mauritius         | 1                | 1                | 1                | 100              | 1/1                  |                      |                      |                      |                      |                      |                      |          |          |          |          |         |         |         | 1       |         |         |             |          |         |
| Gesamt            | 13               | 13               | 31               | 42               |                      |                      | 0/1                  |                      |                      |                      |                      |          |          |          |          |         |         |         | 10      |         |         | 3           |          | 11      |

### Philomena Tofaeono
- Nummer: 11
- Name auf dem Shorts: TOFAEONO
- Spielposition(en): Pivot/Rückraum Mitte
- Verein: Caboom, Tafuna
- Geburtsdatum: 23. Februar 2000
- Größe: 1,75 Meter

| Gegner            | Punkte und Würfe | Punkte und Würfe | Punkte und Würfe | Punkte und Würfe | Versuche und Treffer | Versuche und Treffer | Versuche und Treffer | Versuche und Treffer | Versuche und Treffer | Versuche und Treffer | Versuche und Treffer | Torhüter | Torhüter | Torhüter | Torhüter | Strafen | Strafen | Strafen | Technik | Technik | Technik | Technik     | Technik  | Technik |
| Gegner            | Punkte           | Tore             | Würfe            | %                | 1-Pt All             | 1-Pt Spin            | Spin                 | In-flight            | Spec                 | Dir Goal             | Pen                  | Sav      | Shots    | %        | Sav Pen  | SUS     | D       | DR      | Ass     | Steal   | Block   | Rec 6m Foul | Pen Foul | TO      |
| ----------------- | ---------------- | ---------------- | ---------------- | ---------------- | -------------------- | -------------------- | -------------------- | -------------------- | -------------------- | -------------------- | -------------------- | -------- | -------- | -------- | -------- | ------- | ------- | ------- | ------- | ------- | ------- | ----------- | -------- | ------- |
| Ungarn            |                  |                  |                  |                  |                      |                      |                      |                      |                      |                      |                      |          |          |          |          | 14:52   | 19:53   |         |         |         | 1       |             | 1        | 1       |
| Chinesisch Taipeh | 0                | 0                | 1                | 0                | 0/1                  |                      |                      |                      |                      |                      |                      |          |          |          |          |         |         |         |         |         | 3       |             | 2        | 1       |
| Mauritius         |                  |                  |                  |                  |                      |                      |                      |                      |                      |                      |                      |          |          |          |          |         |         |         |         |         | 1       |             |          | 1       |
| Russland          |                  |                  |                  |                  |                      |                      |                      |                      |                      |                      |                      |          |          |          |          |         |         |         |         |         |         |             | 1        |         |
| Kroatien          | 1                | 1                | 1                | 100              | 1/1                  |                      |                      |                      |                      |                      |                      |          |          |          |          | 12:28   |         |         |         | 1       |         |             | 1        | 1       |
| Turkei            |                  |                  |                  |                  |                      |                      |                      |                      |                      |                      |                      |          |          |          |          | 6:06    |         |         | 1       |         | 3       |             | 2        | 2       |
| Venezuela         |                  |                  |                  |                  |                      |                      |                      |                      |                      |                      |                      |          |          |          |          |         |         |         |         |         |         |             |          | 1       |
| Hongkong          | 2                | 1                | 2                | 50               |                      |                      |                      | 0/1                  | 1/1                  |                      |                      | 0        | 5        | 0        | 0/1      | 7:48    |         |         |         |         | 1       |             | 1        |         |
| Mauritius         | 4                | 3                | 3                | 100              | 2/2                  |                      | 1/1                  |                      |                      |                      |                      | 1        | 5        | 20       | 0/1      |         |         |         | 2       |         |         |             |          |         |
| Gesamt            | 7                | 5                | 7                | 71               | 3/4                  |                      | 1/1                  | 0/1                  | 1/1                  |                      |                      | 1        | 10       | 10       | 0/2      | 4       | 1       |         | 3       | 1       | 9       |             | 8        | 7       |

### Jasmine Liu
- Nummer: 12
- Name auf dem Shorts: LIU
- Spielposition(en): Pivot/Tor
- Verein: Caboom, Tafuna
- Geburtsdatum: 2. September 2002
- Größe: 1,75 Meter

| Gegner            | Punkte und Würfe | Punkte und Würfe | Punkte und Würfe | Punkte und Würfe | Versuche und Treffer | Versuche und Treffer | Versuche und Treffer | Versuche und Treffer | Versuche und Treffer | Versuche und Treffer | Versuche und Treffer | Torhüter | Torhüter | Torhüter | Torhüter | Strafen | Strafen | Strafen | Technik | Technik | Technik | Technik     | Technik  | Technik |
| Gegner            | Punkte           | Tore             | Würfe            | %                | 1-Pt All             | 1-Pt Spin            | Spin                 | In-flight            | Spec                 | Dir Goal             | Pen                  | Sav      | Shots    | %        | Sav Pen  | SUS     | D       | DR      | Ass     | Steal   | Block   | Rec 6m Foul | Pen Foul | TO      |
| ----------------- | ---------------- | ---------------- | ---------------- | ---------------- | -------------------- | -------------------- | -------------------- | -------------------- | -------------------- | -------------------- | -------------------- | -------- | -------- | -------- | -------- | ------- | ------- | ------- | ------- | ------- | ------- | ----------- | -------- | ------- |
| Ungarn            | 6                | 3                | 5                | 60               | 0/1                  |                      | 2/2                  | 0/1                  | 1/1                  |                      |                      | 0        | 3        | 0        |          |         |         |         |         |         |         |             |          | 8       |
| Chinesisch Taipeh | 1                | 1                | 2                | 50               | 1/2                  |                      |                      |                      |                      |                      |                      | 0        | 12       | 0        | 0/3      |         |         |         | 3       | 1       |         |             |          | 3       |
| Mauritius         | 15               | 8                | 10               | 80               | 1/1                  |                      | 5/5                  |                      | 2/4                  |                      |                      | 1        | 6        | 17       |          |         |         |         | 2       |         |         |             |          | 1       |
| Russland          | 6                | 3                | 4                | 75               |                      |                      |                      |                      | 3/4                  |                      |                      | 1        | 5        | 20       |          | 3:03    |         |         | 1       |         |         |             |          | 3       |
| Kroatien          | 0                | 0                | 2                | 0                |                      |                      |                      | 0/1                  |                      | 0/1                  |                      | 2        | 14       | 14       | 0/1      |         |         |         |         |         |         |             |          |         |
| Turkei            | 15               | 10               | 12               | 83               | 5/6                  | 1/1                  | 4/5                  |                      |                      |                      |                      |          |          |          |          | 7:12    |         |         | 2       |         |         |             |          | 4       |
| Venezuela         | 3                | 3                | 4                | 75               | 3/4                  |                      |                      |                      |                      |                      |                      | 1        | 10       | 10       |          |         |         |         |         |         |         |             |          | 3       |
| Hongkong          | 5                | 3                | 4                | 75               | 1/1                  |                      |                      | 0/1                  | 2/2                  |                      |                      | 1        | 5        | 20       | 1/2      |         |         |         |         |         |         |             |          | 1       |
| Mauritius         | 5                | 3                | 6                | 50               | 1/2                  |                      | 0/2                  |                      | 2/2                  |                      |                      | 2        | 9        | 22       |          |         |         |         | 2       |         |         |             |          | 4       |
| Gesamt            | 56               | 34               | 49               | 69               | 12/17                | 1/1                  | 11/14                | 0/3                  | 10/13                | 0/1                  |                      | 8        | 64       | 13       | 1/6      | 2       |         |         | 10      | 1       |         |             |          | 27      |

### Imeleta Mata'utia
- Nummer: 18
- Name auf dem Shorts: MATAUTIA
- Spielposition(en): Defensive/Rückraum Mitte
- Verein: Pago Pago Hc, Pago Pago
- Geburtsdatum: 2. März 2000
- Größe: 1,73 Meter

| Gegner            | Punkte und Würfe | Punkte und Würfe | Punkte und Würfe | Punkte und Würfe | Versuche und Treffer | Versuche und Treffer | Versuche und Treffer | Versuche und Treffer | Versuche und Treffer | Versuche und Treffer | Versuche und Treffer | Torhüter | Torhüter | Torhüter | Torhüter | Strafen | Strafen | Strafen | Technik | Technik | Technik | Technik     | Technik  | Technik |
| Gegner            | Punkte           | Tore             | Würfe            | %                | 1-Pt All             | 1-Pt Spin            | Spin                 | In-flight            | Spec                 | Dir Goal             | Pen                  | Sav      | Shots    | %        | Sav Pen  | SUS     | D       | DR      | Ass     | Steal   | Block   | Rec 6m Foul | Pen Foul | TO      |
| ----------------- | ---------------- | ---------------- | ---------------- | ---------------- | -------------------- | -------------------- | -------------------- | -------------------- | -------------------- | -------------------- | -------------------- | -------- | -------- | -------- | -------- | ------- | ------- | ------- | ------- | ------- | ------- | ----------- | -------- | ------- |
| Ungarn            |                  |                  |                  |                  |                      |                      |                      |                      |                      |                      |                      |          |          |          |          | 12:44   |         |         |         |         |         |             |          |         |
| Chinesisch Taipeh |                  |                  |                  |                  |                      |                      |                      |                      |                      |                      |                      |          |          |          |          | 18:49   |         |         |         |         |         |             |          |         |
| Mauritius         |                  |                  |                  |                  |                      |                      |                      |                      |                      |                      |                      |          |          |          |          | 8:59    |         |         |         |         |         |             |          |         |
| Russland          |                  |                  |                  |                  |                      |                      |                      |                      |                      |                      |                      |          |          |          |          |         |         | 14:23   |         |         |         |             | 1        |         |
| Turkei            |                  |                  |                  |                  |                      |                      |                      |                      |                      |                      |                      |          |          |          |          | 8:57    |         |         |         |         | 2       |             | 2        |         |
| Venezuela         |                  |                  |                  |                  |                      |                      |                      |                      |                      |                      |                      |          |          |          |          | 4:18    | 13:54   |         |         |         |         |             | 1        |         |
| Hongkong          |                  |                  |                  |                  |                      |                      |                      |                      |                      |                      |                      |          |          |          |          |         |         |         |         |         |         |             | 2        |         |
| Mauritius         |                  |                  |                  |                  |                      |                      |                      |                      |                      |                      |                      |          |          |          |          |         |         |         |         |         |         |             |          |         |
| Gesamt            |                  |                  |                  |                  |                      |                      |                      |                      |                      |                      |                      |          |          |          |          | 5       | 1       | 1       |         |         | 2       |             | 6        |         |

## Legende
Punkte vor dem Schrägstrich bezeichnen immer die erfolgreichen Aktionen, bei Torabschlüssen die Treffer, bei Torhüteraktionen die Torverhinderungen. Die Zahl dahinter nennt die Zahl der Versuche, geglückte wie nicht geglückte.
Punkte und Würfe
- Punkte – erzielte Punkte
- Tore – erzielte Tore
- Würfe – Torwürfe
- % – Prozentzahl von Treffern bei Würfen
- 1-Pt All – alle normalen Torabschlüsse, die zu einem Punkt führen
- 1-Pt Spin – nicht gelungener Drehwurf, deshalb nur ein Punkt wert (auch schon einmal in den 1-Pt All enthalten)
- Spin – Sprungwurf mit Drehung um die eigene Achse, dafür gibt es zwei Punkte
- In-flight – Torabschluss im Flug („Kempa-Trick“), auch hier gibt es zwei Punkte für einen Treffer
- Spec – Tor durch einen Specialist, diese Tore bringen immer zwei Punkte
- Dir Goal – direkte Tore durch den Torhüter, da dieser per se Specialist ist, gibt es auch hier immer zwei Punkte
- Pen – Tore durch Strafwürfe

Torhüteraktionen
- Sav – Torverhinderungen
- Shots – Würfe auf das Tor
- % – Prozentualer Anteil der gehaltenen Würfe
- Sav Pen – gehaltene Strafwürfe

Strafen – Angegeben ist der jeweilige Zeitpunkt im Spiel, in dem die Strafe ausgesprochen wurde
- SUS – Zeitstrafen
- D – Spielstrafe (Disqualifikation für den Rest des Spiels)
- DR – Platzverweis (Disqualifikation mit Bericht)

Technische Statistiken
- Ass – Assists: direkte Vorlagen zu Treffern der eigenen Mannschaft
- Steal – Eroberung eines Balles von der angreifenden Mannschaft
- Block – erfolgreiche Verhinderung eines Torabschlusses
- Rec 6m Foul – gefoult worden, was zu einem Strafwurf (6m) führte
- Pen Foul – ein Foul begangen, was zu einem Strafwurf führte
- TO – Turnover: Ballverlust im Angriff an die verteidigende Mannschaft

## Einzelbelege
1. ↑  American Samoa sees 200% rise in young player registrations | IHF. Abgerufen am 2. September 2020.
2. ↑  U17 Beach Handball Boys claim gold and Girls sliver at Oceania Champs. In: Handball Australia. 6. Mai 2017, abgerufen am 27. August 2020 (amerikanisches Englisch).
3. ↑  Three nations to represent Oceania at U17 Beach Handball World Championship. Abgerufen am 27. August 2020 (amerikanisches Englisch).
4. ↑  Biggest ever Australian Beach Handball Open Club Championship a success. In: Handball Australia. 28. Februar 2018, abgerufen am 27. August 2020 (amerikanisches Englisch).
5. ↑  SoCal Beach Handball Championship 2018 – US Beach Handball Tour. Abgerufen am 27. August 2020.
6. ↑  Great success for the first edition of the BTH Beach Handball Tournament! – Boston Team Handball. Abgerufen am 27. August 2020 (amerikanisches Englisch).